# Asteroides que creuen l'òrbita de Saturn
Els asteroides que creuen l'òrbita de Saturn són un grup d'asteroides del sistema solar l'òrbita del qual travessa la del planeta Saturn. Per tant, només es consideren com a asteroides que creuen l'òrbita de Saturn pròpiament dits aquells asteroides que tenen un afeli més gran que aquest i un periheli més petit. La majoria d'aquests asteroides pertanyen al grup dels denominats centaures.

## Llista d'asteroides
F: asteroide i planeta són coorbitals

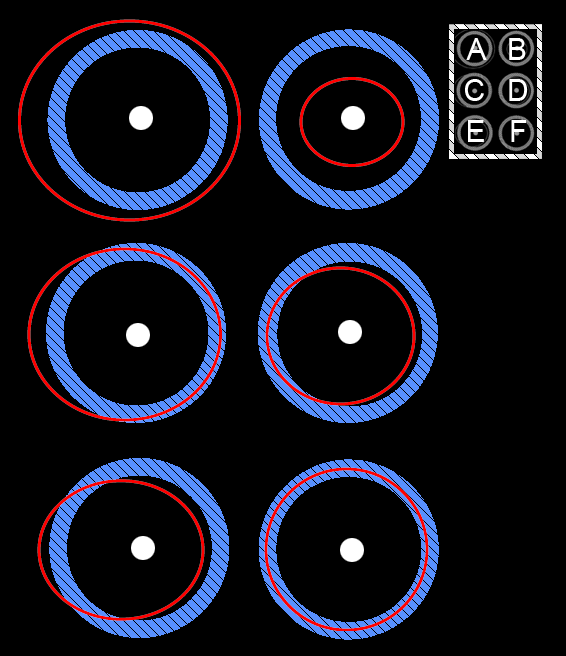
El gràfic mostra les diferents possibilitats de configuració orbital d'un asteroide (òrbita vermella) respecte d'un planeta (orbitant dins de la franja blava, delimitada pel periheli i l'afeli)
A, B: l'òrbita de l'asteroide és externa (o interna) respecte a la del planeta.
C, D: l'òrbita de l'asteroide es manté a prop externament (o internament) de la del planeta.
I: l'òrbita de l'asteroide interseca amb la del planeta.F: asteroide i planeta són coorbitals

A continuació, es llisten alguns dels asteroides que s'han identificat com a asteroides que creuen l'òrbita de Saturn. D'entre aquests, solament hi ha un fregador intern, (944) Hidalgo, i no es coneixen cap fregador extern ni coorbital.
- (944) Hidalgo †
- (2060) Quiró
- (5145) Pholus
- (5335) Damocles
- (8405) Asbolus
- (15504) 1999 RG33
- (20461) Dioretsa
- (31824) Elatus
- (32532) Thereus
- (37117) Narcissus
- (52872) Okyrhoe
- (60558) Echeclus
- (63252) 2001 BL41
- (65407) 2002 RP120
- (121725) 1999 XX143
- (241097) 2007 DU112
- (346889) Rhiphonos

Nota : † creuador intern.